# سيس ديكر
سيس ديكر (بالهولندية: Cees Dekker)‏ (و. 1959 – م) هو فيزيائي، وأستاذ جامعي من مملكة الأراضي المنخفضة . ولد في هارين .
وهو عضواً في الأكاديمية الملكية الهولندية للفنون والعلوم .

## التعليم
تعلم في جامعة أوتريخت

## مناصب وهيئات
أدار جامعة أوتريخت، وجامعة دلفت للتكنولوجيا.

## جوائز
حصل على جوائز منها:
- Knight in the order of the Dutch Lion (25 أبريل 2014)
- جائزة سبينوزا
- Akademiehoogleraren Prize.